# منبع دی

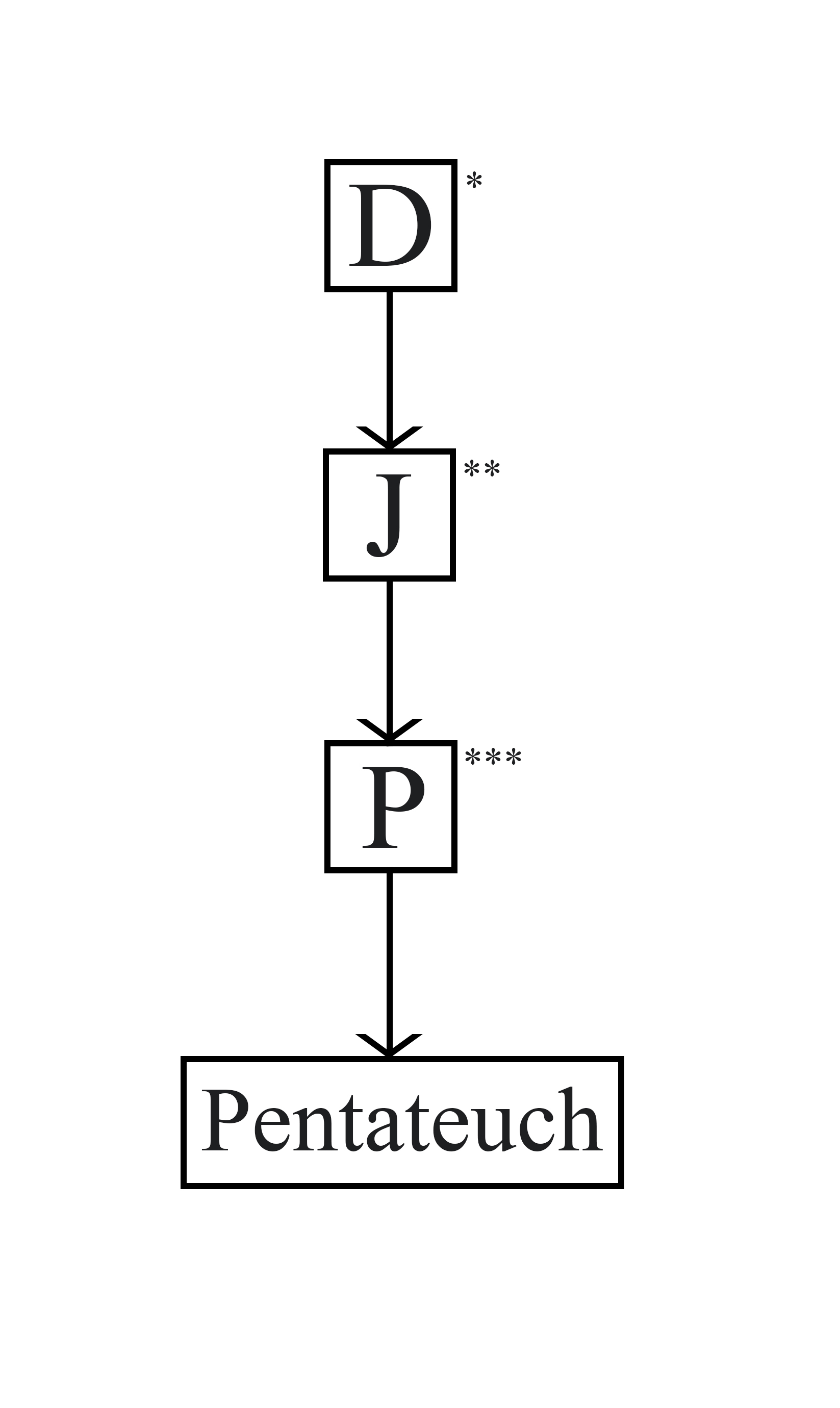
یکی از نمودارهای فرضی و مورد قبول دربارهٔ پروسه شکل‌گیری تورات. تاریخ تثنوی با حرف D نشان داده شده‌است. Pentateuch همان تورات است.

منبع دی (D از حرف اول Deuteronomist گرفته شده‌است) یا منبع دی‌تی‌آر (Dtr) در مطالعات شکل‌گیری تورات به معانی مختلفی به کار می‌رود که از این قرار است:
- منبعی که نویسنده فصل‌های ۱۲ تا ۲۶ سفر تثنیه (پنجمین کتاب تورات) از آن استفاده کرده
- مکتبی که منجر به شکل‌گیری تمام سفر تثنیه شده
- تاریخ تثنوی (Deuteronomist) که منبع مشترک کتاب یوشع، داوران، سموئیل، پادشاهان و ارمیا بوده‌است[۲]

اغلب تاریخ‌پژوهان اتفاق نظر دارند که چهار کتاب اول تورات (پیدایش، خروج، لاویان و اعداد) و کتاب پنجم (تثنیه) به صورت مستقل از یکدیگر شکل گرفته‌اند و چهار کتاب اول تورات را با استفاده از منبع پی و منبع جی نوشته‌اند. کتب تواریخ نیز منبع متفاوتی داشته‌اند. بیشتر تاریخ‌پژوهان دوره اسارت یهودیان در بابل را زمان شکل‌گیری منبع دی یا حداقل بخش‌هایی از آن می‌دانند.